# Unione Democratica Sammarinese
L'Unione Democratica Sammarinese (UDS) fu un partito politico attivo a San Marino fra il 1920 e il 1926, controparte del Partito Liberale Italiano.
L'Unione debuttò alle elezioni del 1920, in cui arrivò al terzo posto. Nel 1922 gemmò il Partito Fascista Sammarinese, e da quel momento ne rimase condizionata: coinvolta nella lista unica del Blocco patriottico per le elezioni del 1923, si spense nel successivo triennio, quando la sua base sociale fu sedotta dal fascismo e San Marino divenne una dittatura.

## Risultati elettorali
|                 | Lista                       | Voti                           | % | Seggi |    |
| Politiche 1920  | Consiglio Grande e Generale | Unione Democratica Sammarinese |   |       | 13 |
| Suppletive 1921 | Consiglio Grande e Generale | Unione Democratica Sammarinese |   |       | 21 |